# Vinnemerville
Vinnemerville és un municipi francès situat al departament del Sena Marítim i a la regió de Normandia. L'any 2007 tenia 209 habitants.

## Demografia

### Població
El 2007 la població de fet de Vinnemerville era de 209 persones. Hi havia 80 famílies de les quals 16 eren unipersonals (4 homes vivint sols i 12 dones vivint soles), 24 parelles sense fills, 36 parelles amb fills i 4 famílies monoparentals amb fills.
La població ha evolucionat segons el següent gràfic:
Habitants censats

### Habitatges
El 2007 hi havia 119 habitatges, 81 eren l'habitatge principal de la família, 30 eren segones residències i 8 estaven desocupats. 118 eren cases i 1 era un apartament. Dels 81 habitatges principals, 63 estaven ocupats pels seus propietaris i 18 estaven llogats i ocupats pels llogaters; 2 tenien dues cambres, 13 en tenien tres, 21 en tenien quatre i 45 en tenien cinc o més. 62 habitatges disposaven pel capbaix d'una plaça de pàrquing. A 36 habitatges hi havia un automòbil i a 35 n'hi havia dos o més.

### Piràmide de població
La piràmide de població per edats i sexe el 2009 era:
| Homes | Edats   | Dones |
| ----- | ------- | ----- |
| 0     | 95 o +  | 0     |
| 0     | 90 a 94 | 0     |
| 0     | 85 a 89 | 0     |
| 4     | 80 a 84 | 0     |
| 8     | 75 a 79 | 8     |
| 8     | 70 a 74 | 4     |
| 4     | 65 a 69 | 4     |
| 12    | 60 a 64 | 8     |
| 12    | 55 a 59 | 4     |
| 8     | 50 a 54 | 24    |
| 8     | 45 a 49 | 0     |
| 0     | 40 a 44 | 8     |
| 4     | 35 a 39 | 0     |
| 4     | 30 a 34 | 4     |
| 4     | 25 a 29 | 8     |
| 4     | 20 a 24 | 8     |
| 12    | 15 a 19 | 4     |
| 4     | 10 a 14 | 4     |
| 0     | 5 a 9   | 0     |
| 4     | 0 a 4   | 4     |

## Economia
El 2007 la població en edat de treballar era de 120 persones, 87 eren actives i 33 eren inactives. De les 87 persones actives 80 estaven ocupades (46 homes i 34 dones) i 7 estaven aturades (2 homes i 5 dones). De les 33 persones inactives 16 estaven jubilades, 10 estaven estudiant i 7 estaven classificades com a «altres inactius».

### Ingressos
El 2009 a Vinnemerville hi havia 88 unitats fiscals que integraven 226 persones, la mediana anual d'ingressos fiscals per persona era de 16.341,5 €.

### Activitats econòmiques
Dels 4 establiments que hi havia el 2007, 2 eren d'empreses de construcció, 1 d'una empresa de comerç i reparació d'automòbils i 1 d'una empresa de serveis.
Dels 2 establiments de servei als particulars que hi havia el 2009, 1 era un paleta i 1 una empresa de construcció.
L'any 2000 a Vinnemerville hi havia 7 explotacions agrícoles que ocupaven un total de 336 hectàrees.

## Poblacions més properes
El següent diagrama mostra les poblacions més properes.